# Registre des Indiens
Au Canada, le registre des Indiens est le registre officiel des personnes membres des Premières Nations ayant le statut officiel d'Indien. Ceux-ci ont certains droits que les Indiens non inscrits, les Inuits et les métis n'ont pas, dont les principaux avantages comprennent l'octroi de réserves et des droits qui leur sont associés, une saison de chasse prolongée, un droit de port d'armes moins restreint, une exonération des taxes fédérales et provinciales dans les réserves, et plus de liberté dans la gestion des franchises de jeux et de tabac grâce à une moindre ingérence et taxes gouvernementales. Ces droits découlent du statut et ne sont pas nécessairement les droits qui sont protégés par l'article 35 de la Loi constitutionnelle de 1982.
Le registre a été établi par la Loi sur les Indiens.

## Historique
En 1851, les gouvernements coloniaux de l'Amérique du Nord britannique ont commencé à tenir des registres des Indiens et des bandes ayant droit à des avantages en vertu d'un traité. Pendant 100 ans, des agents indiens ont dressé des listes de membres appartenant à chaque bande. En 1951, l'actuel Registre des Indiens a été créé par modification de la Loi sur les Indiens et les nombreuses listes de bandes ont été regroupées en une seule.
En 1985, la Loi sur les Indiens a de nouveau été modifiée dans le but de rétablir le statut de Première Nation aux personnes qui l'avaient perdu en raison de dispositions discriminatoires de la loi et à leurs enfants. Plus de 100 000 personnes ayant perdu leur statut de cette manière ont depuis été ajoutées au registre.

## Statut d'indien
La liste est tenue par les Affaires autochtones et du Nord Canada. C'est la seule autorité qui a le pouvoir de déterminer qui sera dévolu au poste de registraire.

### Révocation du statut
Les raisons discriminatoires de la révocation du statut étaient :
- épouser un homme qui n'était pas un Indien inscrit,
- l'émancipation (jusqu'en 1960, un Indien ne pouvait voter aux élections fédérales qu'en renonçant au statut d'Indien),
- avoir une mère et une grand-mère paternelle qui n'avaient pas de statut avant le mariage (perte du statut à 21 ans),
- être né hors mariage d'une mère avec statut et d'un père sans.

### Preuve documentaire du statut d'Indien
Depuis 1956, le gouvernement fédéral canadien délivre une pièce d'identité aux personnes qui ont un statut en vertu de la Loi sur les Indiens. Traditionnellement, ces documents ont été utilisés par les Canadiens autochtones pour traverser la frontière entre le Canada et les États-Unis.